# Amaurobius obustus
Espèce
Amaurobius obustus est une espèce d'araignées aranéomorphes de la famille des Amaurobiidae.

## Distribution
Cette espèce se rencontre en Europe.

## Description
Les mâles mesurent de 3 à 4 mm et les femelles de 4,5 à 5,5 mm.

## Publication originale
- L. Koch, 1868 : Die Arachnidengattungen Amaurobius, Coelotes and Cybaeus. Abhandlungen der Naturhistorischen Gesellschaft zu Nürnberg, vol. 4, p. 1-52 (texte intégral).